# Echo and the Bunnymen
Echo and the Bunnymen és un grup de rock britànic de post-punk format a l'any 1978 a Liverpool, Anglaterra.

## Biografia
Els seus membres originals eren el vocalista Ian McCulloch, el guitarrista Will Sergeant i el baixista Les Pattinson, acompanyats per una caixa de ritmes. En relació al nom de la banda, Sergeant va explicar que s'autoanomenaven "Bunnymen" (conillets), com a contrast amb el to sec i gèlid de les seves cançons. "Echo" era el nom de la caixa de ritmes dels seus inicis.
El 1980, Pete de Freitas es va unir com a bateria substituint a la maquina electrònica "Echo". Com que la banda es va fundar a Liverpool, també se’ls anomenava "l’altre quartet de Liverpool", en referència a The Beatles, que se’ls coneixia com a "quartet de Liverpool''. El seu primer àlbum, Crocodiles, que deixava entreveure les influències de The Doors, va ser aclamat per la crítica entrant al Top 20 britànic. El següent, Heaven Up Here (1981) va tornar a satisfer la crítica i va arribar al Top Ten d'àlbums del Regne Unit, igual que Porcupine (1983) amb un gran tema com The Cutter. El 1984 va ser l'any de l'àlbum Ocean Raid (1984), que inclou temes com Silver, Seven Seas, i sobretot, The Killing Moon, cançó que divuit anys més tard s'inclouria a la banda sonora de la pel·lícula Donnie Darko (2001).
Un nou àlbum que esdevingué un gran èxit, Echo & the Bunnymen (1987), va ser llançat abans que McCulloch decidís deixar la banda per començar una carrera en solitari. La resta del grup opta per continuar amb un nou cantant, Noël Burke. L'any següent Freitas va morir en un accident de moto, i la banda va sorgir amb una nova formació. Els membres originals Will Sergeant i Les Pattinson es van unir a Noel Burke a la veu, Damon Reece a la bateria i Jake Brockman als teclats. Aquesta nova formació va llançar el seu àlbum més psicodèlic, Reverberation (1990), però tant les crítiques com les vendes no van ser bones i van acabar per trencar la banda a l'any 1992.
Després de formar una una nova banda, Electrafixion, McCulloch i Sergeant es van reunir amb Pattinson el 1997 i van ressuscitar Echo & the Bunnymen, amb la cançó Nothing Lasts Forever. Un àlbum amb material nou, Evergreen, va ser ben rebut per la crítica i el grup va fer una remuntada. (Una reedició d'aquest disc es va fer vint-i-cinc anys després). Tot i que Pattinson va deixar el grup per segona vegada, McCulloch i Sergeant van continuar incorporant nous temes mantenint el nom original de la banda, amb àlbums reeixits com What Are You Going to Do with Your Life? (1999), Flowers (2001), Sibèria (2005) i The Fountain (2009).
El 8 d'abril de 2014, la banda va tornar amb el seu dotzè àlbum Meteorites, associant-se amb Martin Glover (Youth) de Killing Joke. El 2018 el grup va gravar una reinterpretació de diverses de les seves cançons publicades al disc The Stars, The Oceans & The Moon.

#### Influencies
Echo & the Bunnymen ha anat guanyat reconeixement amb el pas dels anys. Sovint se'ls anomena per haver influenciat a grups com Coldplay, Travis o Hope of the States.

## Àlbums
- Crocodiles (1980)
- Heaven Up Here (1981)
- Porcupine (1983)
- Ocean Rain (1984)
- Echo & the Bunnymen (1987)
- Reverberation (1990)
- Evergreen (1997)
- What Are You Going to Do with Your Life? (1999)
- Flowers (2001)
- Siberia (2005)
- The Fountain (2009)
- Meteorites (2014)
- The Stars, the Oceans & the Moon (2018)